# چار بهادرپور
چار بهادرپور (به لاتین: Char Bahadurpur) یک روستا در بنگلادش است که در استان باریسال و در ناحیه باریسال واقع شده است.